# エリザベス・ボウエン
エリザベス・ボウエン（ボーエンとも表記、英:Elizabeth Dorothea Cole Bowen、1899年6月7日 - 1973年2月22日）は、アイルランド、イギリスの小説家。

## 生涯

### 生い立ち

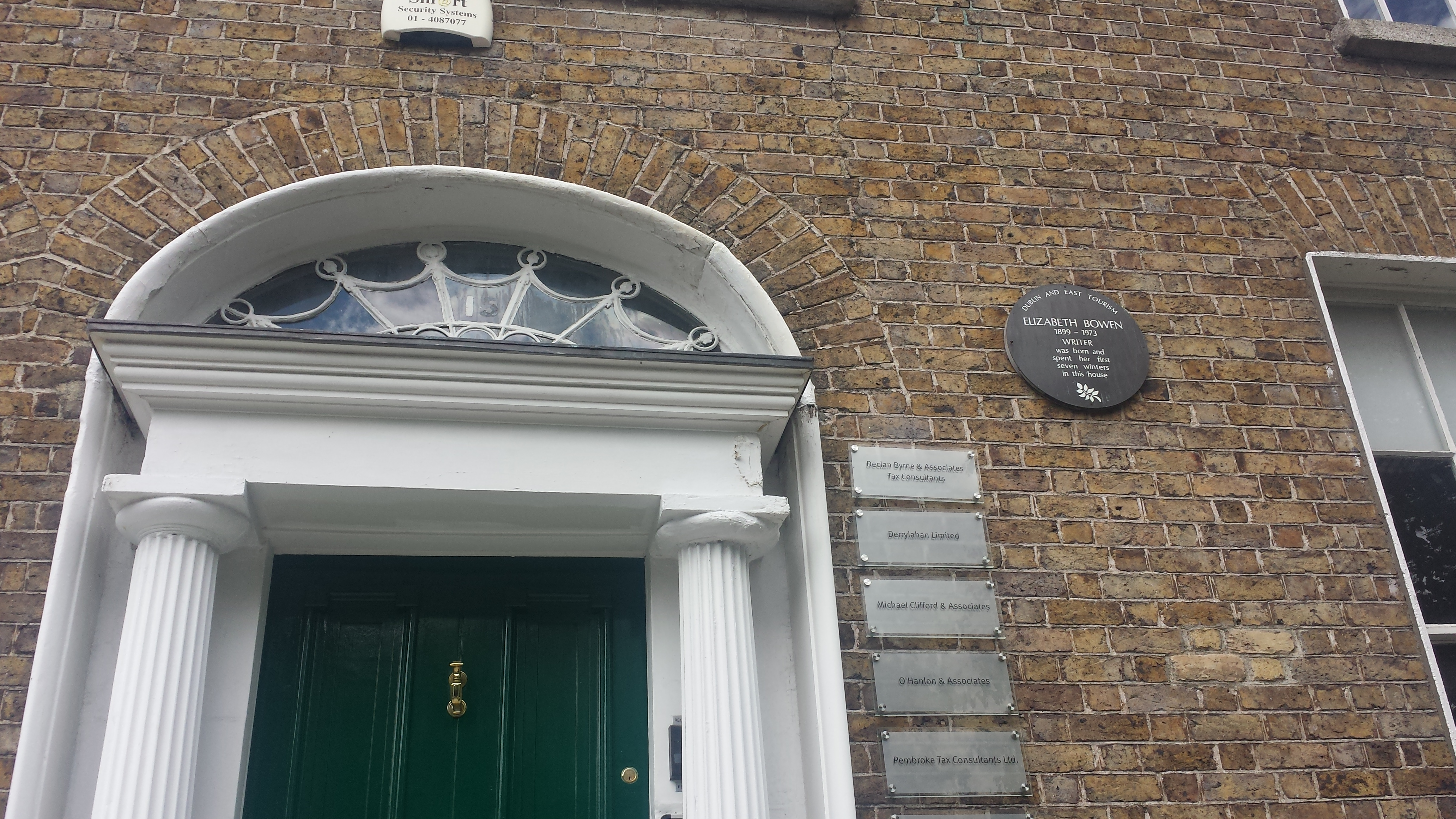
生まれてから7年間過ごしたダブリンの生家

アイルランドのダブリンで生まれる。ボウエンの一族は、元はウェールズにいたが、17世紀にオリバー・クロムウェル配下としてアイルランドに出征して戦功をあげ、アイルランドのコーク県キルドラリに領地を与えられて定住したアングロ・アイリッシュ（英国系アイルランド人）だった。1775年にキルドラリに近いファラヒに、ビッグ・ハウスの一つである城館ボウエンズ・コートを築いたが、エリザベスの父ヘンリ（6世）はダブリンで法廷弁護士として働き、母フローレンスとともに一家は普段はダブリンに住み、夏の間だけボウエンズ・コートで過ごしていた。
1907年に父が心気症となり、暴力を伴うために、母と共にイングランドに渡り、ケント州の母の親戚に支援を受けてハイズなどを転々として暮らした。1912年に母が肺癌で死去し、その後は叔母に育てられる。オリーヴ・ウィリスの設立したダウン・ハウス・スクールで教育を受け、ロンドンの美術学校で学んだのち、彼女の才能は文筆にあると考えた。ヴァージニア・ウルフらのブルームズベリー・グループに参加し、そこでローズ・マコーリーと親しくなり、のちに最初の短編集『Encounters』(1923年)の出版社を探すのに助力を受けた。

### 作家活動
1923年に、BBCに勤めるアラン・キャメロンと結婚。この結婚は、セックスレスな同盟関係とも評された。彼女は多くの婚外関係を持ち、その一人のカナダ人外交官チャールズ・リッチーとは30年以上も関係が続いた。また、アイルランドの作家ショーン・オフェイロン、アメリカの詩人メイ・サートンとの関係もあった。 ボウエンと夫はオックスフォードの近くに住み、モーリス・バウラや、ジョン・バカン、スーザン・バカン夫妻と親しくし、ここで彼女は初期作品『最後の九月』(1929年)を執筆した。『北へ』(1932年)刊行後、彼らはロンドンのリージェンツ・パークのクラレンス・テラスに移り、『パリの家』『心の死』がここで書かれた。1937年にアイルランド文芸アカデミーのメンバーとなる。
1930年に父が亡くなり、ボウエンズ・コートを引き継ぐことになったが、イングランドに住んでアイルランドを頻繁に訪問していた。第二次世界大戦中はイギリス情報省で働き、アイルランドの世論、特に中立の問題についてレポートした。 戦中及び戦後に『日ざかり』(1948年)やいくつかの短編で、戦時中のロンドンについて書き、また1948年に大英帝国勲章(CBE)を授与された。
1952年に夫アランが仕事を退職し、夫婦でボウエンズ・コートに移るが、その数ヶ月後にアランは死去した。ボウエンズ・コートには多くの作家 - ヴァージニア・ウルフ、ユードラ・ウェルティ、カーソン・マッカラーズ、アイリス・マードック - 及び歴史家のヴェロニカ・ウェッジウッドなどが訪れた。またボウエンは家の維持のために、アメリカで多くの講演活動を行い収入を得た。1957年には、友人の画家パトリック・ヘネシーによる肖像画がここで描かれた。1958年にイタリアに旅行し、『A Time in Rome』(1960年)として発表した。翌年にボウエンズ・コートを売却しなくてはならなくなり、1960年に取り壊された。その翌月、CBSのドキュメンタリー「Ireland the Tear and the Smile」のための物語を書き、ボブ・モンクスをカメラマンとして完成された。1965年から、かつて母と過ごしたハイズに近いソルトウッド住み着き、母の実家のビッグ・ハウスの名である「カーベリー(Carbery)」と呼んだ。また「ブルームズベリー・グループ」の後を継ぐ形で知識人サロンを持った。

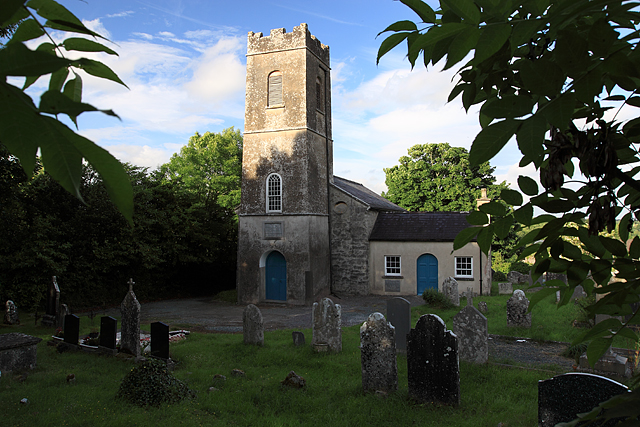
ボウエンの墓地のある、St Colman's Church（コーク県ファラヒ）

最後の小説『エヴァ・トラウト』(1968年)は、1969年のジェイムズ・テイト・ブラック記念賞（文学部門）を受賞し、1970年にブッカー賞候補となった。1972年には友人のシリル・コノリーと共に、ジョン・バージャーの『G.』をブッカー賞に推した。1972年に肺がんを患い、クリスマスにはコーク郡キンセールで過ごしたが、その後再入院。1973年にロンドンのユニヴァーシティ・カレッジ・ホスピタルで死去。ボウエンズ・コート領地内だったセント・コールマン教会に、夫、父とともに葬られ、教会の入口には記念額が置かれている。母の墓地はソルトウッドの教会墓地にある。

### 記念
1977年にVictoria Glendinningがボウエンの最初の伝記を出版、2009年には日記や手紙を元に、ボウエンとチャールズ・リッチーの関係についての本を出版した。2012年、イングリッシュ・ヘリテッジは、クラレンス・テラスのボウエンの住居にブルー・プラークを設置。2014年には1925-35年に住んだオックスフォードのヘディントンの住居のブルー・プラークが公開された。

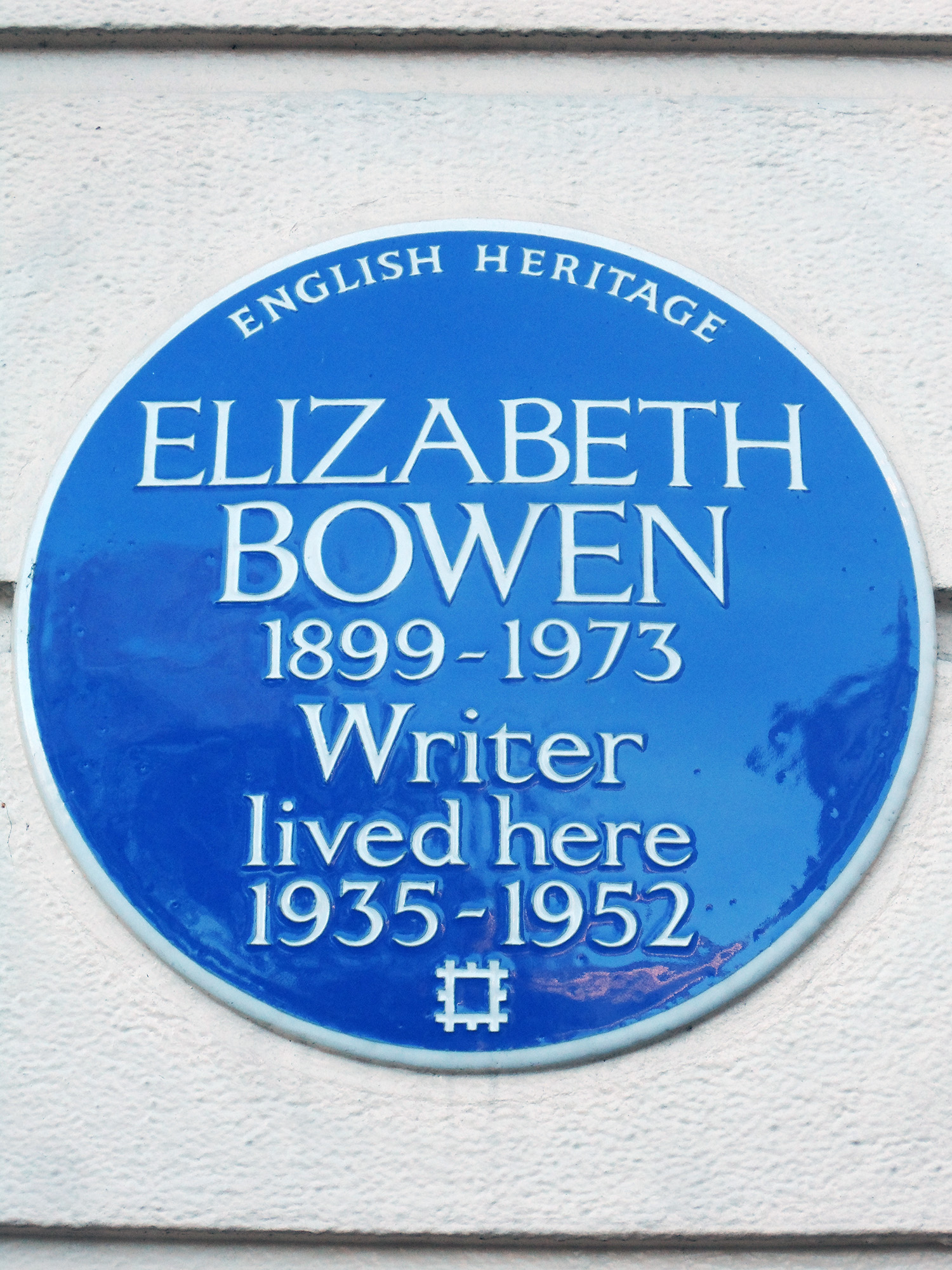
ロンドンのクラレンス・テラスのブルー・クラーク

## 作品
ジェーン・オースティン、ヘンリー・ジェイムズを尊敬し、20代から現代的な感受性と繊細かつ知的な作風で、コスモポリタンな心理小説を書いた。短編の名人として著名で約90篇の短編小説と長編小説11篇がある。最後の長編『エヴァ・トラウト』は1970年度のブッカー賞候補になった。
多くは、アイルランド独立戦争と二度の世界大戦を経たアイルランドとイギリスの社会における人々の不安な心理の上の物語である。難解な文体は、人物・作者の深層心理の陰影を反映したものとも見られ、ボウエン自身は「語順のおかしい文章は創作上自然に生まれたもので、散文も詩の属性である曖昧性と明暗度があるといいと考えていたようだ」とも見られる。
ゴーストストーリーの書き手としても知られ、ロバート・エイクマンはボウエンを、ゴーストストーリーの「現時点でもっともすぐれた実践者」とみなしており、短編「恋人は悪魔(The Demon Lover)」を彼のアンソロジー『The Second Fontana Book of Great Ghost Stories』に収録している。

## 著書リスト
長編小説
- The Hotel, 1927年
- The Last September, 1929年
- Friends and Relations, 1931年
- To the North, 1932年
- The House in Paris, 1935年
- The Death of the Heart, 1939年
- The Heat of the Day, 1949年
- A World of Love, 1955年
- The Little Girls, 1964年
- The Good Tiger, 1965年 - 児童文学
- Eva Trout, 1968年

短編作品集
- Encounters, 1923年
- Joining Charles and Other Stories, 1929年
- The Cat Jumps and Other Stories, 1934年
- The Easter Egg Party, 1938年
- Look At All Those Roses, 1941年
- The Demon Lover and Other Stories, 1945年
- Stories by Elizabeth Bowen, 1959年
- A Day in the Dark and Other Stories, 1965年
- The Collected Stories of Elizabeth Bowen, 1980年
- Elizabeth Bowen’s Irish Stories, 1978年
- The Collected Stories of Elizabeth Bowen, 1980年
- Allan Hepburn編 The Bazaar and Other Stories, 2008年

ノンフィクション
- Bowen's Court, 1942年, 1964年
- Seven Winters: Memories of a Dublin Childhood, 1942年
- English Novelists, 1942年
- Anthony Trollope: A New Judgement, 1946年
- Why Do I Write?: An Exchange of Views between Elizabeth Bowen, Graham Greene and V.S. Pritchett , 1948年
- Collected Impressions, 1950年
- The Shelbourne, 1951年
- A Time in Rome, 1960年
- Afterthought: Pieces About Writing, 1962年
- Spencer Curtis Brown編 Pictures and Conversations, 1975年
- Hermione Lee編 The Mulberry Tree: Writings of Elizabeth Bowen, 1999年
- Jack Lane、Brendan Clifford編 ”Notes on Éire": Espionage Reports to Winston Churchill by Elizabeth Bowen, 1940–1942 , 2008年
- Allan Hepburn編 People, Places, Things: Essays by Elizabeth Bowen, 2008年
- Victoria Glendinning、Judith Robertson編 ’’Love's Civil War: Elizabeth Bowen and Charles Ritchie: Letters and Diaries, 1941–1973 , 2009年
- Allan Hepburn編 Listening In: Broadcasts, Speeches, and Interviews by Elizabeth Bowen, 2010年
- Éibhear Walshe編 Elizabeth Bowen's Selected Irish Writings, 2011年
- Allan Hepburn編 The Weight of a World of Feeling: Reviews and Essays by Elizabeth Bowen, 2016年

## 日本語訳
- 『日ざかり』吉田健一訳、新潮社、1952年
- 『最後の夜、リンゴの木 他6篇』松村達雄、土井治訳、英宝社「英米名作ライブラリー」、1957年
- 『パリの家』阿部知二、阿部良雄訳、集英社文庫、1977年  
元版：集英社（世界文学全集・20世紀の文学15）、1967年

「ボウエン・ミステリー短編集」全2巻、太田良子訳、ミネルヴァ書房　
- 『あの薔薇を見てよ』全20篇 2004年。Look At All Those Roses
- 『幸せな秋の野原』全13篇 2005年
- 『ボウエン幻想短篇集』太田良子訳、国書刊行会、2012年

「ボウエン・コレクション」、太田良子訳、国書刊行会
- 『リトル・ガールズ』The Little Girls、2008年（第1期：後期長篇）
- 『エヴァ・トラウト』Eva Trout、2008年
- 『愛の世界』A World of Love、2009年
- 『ホテル』The Hotel、2021年（第2期：初期長編）
- 『友達と親戚』Friends and Relations、2021年
- 『北へ』To the North、2021年

上記以外の長編
- 『パリの家』The House in Paris、太田良子訳、晶文社、2014年
- 『日ざかり』The Heat of the Day、大田良子訳、晶文社、2015年
- 『心の死』The Death of the Heart、大田良子訳、晶文社、2015年
- 『最後の九月』The Last Septeｍber、太田良子訳、而立書房、2016年

ノンフィクション
- 『ローマ歴史散歩 A Time in Rome』篠田綾子訳、晶文社、1991年。オンデマンド版 2007年
- 『マルベリーツリー』ハーマイオニー・リー編、米山優子ほか全5名訳、而立書房、2024年。書評・解説ほか文集
- 『ボウエンズ・コート』太田良子訳、而立書房、2025年7月

短編作品集（1～2篇を所収）
- 「陽気なる魂」-『怪奇小説の世紀 第1巻』西崎憲編訳 国書刊行会、1992年
- 「魔性の夫」-『怪談の悦び』南条竹則編訳 創元推理文庫、1992年
- 「ラッパズイセン・暗い一日」-『現代アイルランド短編集』井勢健三訳 あぽろん社、1993年
- 「幽鬼の恋人」-『20世紀イギリス短篇選 上』小野寺健編訳 岩波文庫、1987年
- 「猫は跳ぶ」-『猫は跳ぶ イギリス怪奇傑作集』橋本槙矩訳 福武文庫、1990年

## 映画化・ドラマ化作品
- The House in Paris, BBC、Pamela Brown, Trader Faulkner, Clare Austin, Vivienne Bennett
- 『デス・ヒート/スパイを愛した女』The Death of the Heart,（TV映画）1987年

パトリシア・ホッジ, ナイジェル・ヘイヴァース, ロバート・ハーディ, Phyllis Calvert, ウェンディ・ヒラー, ミランダ・リチャードソン
- The Heat of the Day, Granada Television, 1989年

パトリシア・ホッジ, マイケル・ガンボン, マイケル・ヨーク, ペギー・アシュクロフト, イメルダ・スタウントン
- The Last September, 1999年, Deborah Warner監督

マギー・スミス, マイケル・ガンボン, フィオナ・ショウ, ジェーン・バーキン, ランベール・ウィルソン, デイヴィッド・テナント, リチャード・ロクスバーグ, キーリー・ホーズ

## 作品研究
- 山根木加名子『エリザベス・ボウエン研究』（旺史社、1991年）
- 『エリザベス・ボウエンを読む』（音羽書房鶴見書店、2016年）- エリザベス・ボウエン研究会編
- 『エリザベス・ボウエン　二十世紀の深部をとらえる文学』（彩流社、2020年）- ボウエン研究会編
- 『エリザベス・ボウエンの短篇を読む』（国書刊行会、2024年）- ボウエン研究会編
- パトリシア・ロレンス『エリザベス・ボウエン　作家の生涯』（太田良子訳、而立書房、2024年10月）
- 『エリザベス・ボウエン鑑賞事典』（木村正俊・田中慶子編著、論創社、2025年1月）